# St. Vincent (album)
Pour les articles homonymes, voir Saint-Vincent.
Albums de St. Vincent
Love This Giant
(2012)
St. Vincent est le cinquième album studio éponyme de la musicienne américaine St. Vincent, sorti en février 2014. L'album est produit par John Congleton et arrangé par St. Vincent. 
L'album reçoit le Grammy Award du meilleur album de musique alternative le 9 février 2015 lors de la 57e édition des Grammy Awards. C'est la première fois qu'une artiste féminine solo remporte cette récompense depuis la victoire de Sinead O'Connor en 1991 (année de création de la catégorie).

## Critiques
L'album reçoit un excellent accueil critique de la presse généraliste et spécialisée. New Musical Express classe l'album à la première place de son classement 2014 des meilleurs albums de l'année, tout comme The Guardian. En France, Rock & Folk attribue 5 étoiles (incontournable) à l'album tandis que les Inrocks lui donne la note de 3,5/5 tout en le classant à la place 41 de son top 100 des meilleurs albums de l'année. 

## Liste des titres

### Album original
Toutes les chansons sont écrites et composées par Annie Clark.
| No  | Titre                   | Durée |
| --- | ----------------------- | ----- |
| 1.  | Rattlesnake             | 3:34  |
| 2.  | Birth in Reverse        | 3:15  |
| 3.  | Prince Johnny           | 4:36  |
| 4.  | Huey Newton             | 4:37  |
| 5.  | Digital Witness         | 3:21  |
| 6.  | I Prefer Your Love      | 3:36  |
| 7.  | Regret                  | 3:21  |
| 8.  | Bring Me Your Loves     | 3:15  |
| 9.  | Psychopath              | 3:32  |
| 10. | Every Tear Disappears   | 3:15  |
| 11. | Severed Crossed Fingers | 3:42  |

### Titres bonus / Edition Deluxe
L'édition Deluxe contient 5 nouveaux titres dont Del Rio, présent sur l'édition japonaise de l'album.
| No  | Titre                            | Durée |
| --- | -------------------------------- | ----- |
| 12. | Bad Believer                     | 2:58  |
| 13. | Pieta                            | 3:29  |
| 14. | Sparrow                          | 3:55  |
| 15. | Del Rio                          | 2:55  |
| 16. | Digital Witness (Darkside Remix) | 4:20  |

## Musiciens et crédits
- Annie Clark – chœur, guitare
- Homer Steinweiss – batterie sur les pistes 1, 3, 4, 5, 6, 10
- Bobby Sparks – minimoog
- Daniel Mintseris – synthétiseur, piano, clavecin sur Severed Crossed Fingers
- Ralph Carney – cor sur Digital Witness
- McKenzie Smith de Midlake – batterie sur les pistes 2, 7, 8, 9, 11
- Adam Pickrell – claviers sur Bring Me Your Loves et Psychopath, et minimoog sur Psychopath

- John Congleton – ingénieur du son
- Greg Calbi – mastering

- Willo Perron – direction artistique
- Brian Roettinger – design
- Renata Raksha – photographie

Crédits sur AllMusic